# Ophiorrhiza subfalcifolia
Ophiorrhiza subfalcifolia är en måreväxtart som beskrevs av Friedrich Anton Wilhelm Miquel. Ophiorrhiza subfalcifolia ingår i släktet Ophiorrhiza och familjen måreväxter.
Artens utbredningsområde är Sulawesi. Inga underarter finns listade i Catalogue of Life.